# レバン
レバン(Levan)は、D-フルクトフラノース残基のみからできているホモ多糖である。2，6位で結合し、2，1位で多くの分岐を持つため、食品、飼料、化粧品、医薬品、化学薬品の原料となる機能性生体高分子として大きな可能性を持つ。レバンを添加物として食品や飼料に加えることにより、コレステロール低減効果が期待できる。またレバンは化粧品の成分として用いると細胞増殖、皮膚の保湿、皮膚炎症の軽減等の効果をもたらす。レバンの硫化物、リン酸化物、アセチル化物等の誘導体は抗エイズ薬になると主張されることもある。さらにレバンはドラッグデリバリーシステムのための被覆物質としても用いられる。また家庭用の界面活性剤や、グリコールとの二層系の溶液によるタンパク質の分割等、他にも様々な用途に用いられる。しかし、溶液中での安定性が小さいことと純化の難しさから工業的な利用は限られている。この制限がなくなれば、レバンの市場は様々な分野で広がっていくと考えられる。
レバンは、微生物によって天然に生産される生体高分子である。近年では、微生物のバイオテクノロジーを用いて、再生医療やドラッグデリバリー等の高付加価値医療に応用するのに適するように遺伝子操作されることもある。
レバンは、無構造の高分子フルクトースであるフルクタンの仲間であるが、レバンの場合は数百個から数千個の構成分子同士がつながって、超分子を形成している。
最も短いレバンは、3分子のフルクトース鎖からなるの6-ケストースである。レバンは、フルクタンを生産する細菌ではほぼ全てで生産されており、大豆の破砕粘液の中でも生産されている可能性が示唆されている。